# Gare d'Inage
La gare d'Inage (稲毛駅, Inage-eki) est une gare ferroviaire de la ville de Chiba dans la préfecture éponyme au Japon. Elle est située dans l'arrondissement d'Inage. La gare est desservie par les lignes Chūō-Sōbu et Sōbu de la JR East.

## Situation ferroviaire
La gare d'Inage est située au point kilométrique (PK) 35,9 de la ligne Sōbu.

## Histoire
La gare a été inaugurée le 13 septembre 1899.

## Service des voyageurs

### Accès et accueil
La gare dispose d'un bâtiment voyageurs, avec guichet, ouvert tous les jours.

### Desserte
- Ligne Chūō-Sōbu
  - voie 1 : direction Shinjuku, Nakano et Mitaka
  - voie 2 : direction Funabashi et Chiba
- Ligne Sōbu :
  - voie 3 : direction Tokyo (interconnexion la ligne Yokosuka pour Yokohama et Yokosuka)
  - voie 4 : direction Chiba